# 시라무룬허
시라무룬허(몽골어: Šira Mören 시라무렌, 중국어: 西拉木倫河(xīlā mùlún hé)) 내몽고 자치구 동부를 흐르는 하천이다. 랴오허 수계에 속하고 라오하허(老哈河)와 합류한 후에 시랴오허가 된다.
시라무렌은 몽골어로 "누런 강"을 의미한다. 황하와 구별하기 위해 이전에는 황수(潢水)라고 쓰여졌다.
시람무렌 강은 내몽골의 츠펑 시 북부, 커스커텅 기에 발원한다. 커스커텅 기, 웡뉴터 기, 린시 현, 바린 우기, 아루커얼친 기와 초원 지대를 가로질러 동쪽으로 흐르고 웡뉴터 기와 나이만 기의 경계에서 랴오허의 원류인 라오하허와 합류해 시랴오허가 된다. 전체 길이는 380 km, 유역 면적은 30,000 km2이다. 강가는 농업과 목축이 활발하다.
이 유역에서는 신석기시대에 홍산 문화가 번영하였다. 거란은 4 세기경부터 이 강의 상류 부근에서 활동해 당나라가 붕괴한 10세기 초에 요나라를 세워 몽골고원에서 중국 북부를 지배했다. 또 고막해도 4세기 이래 라오하부터 시라무렌 하류에서 활동하다 거란에 복속하였다. 호금을 거쳐 이호 등으로 발전한 현악기 해금은 고막해 사람들에 의해 시라무렌 강 유역에서 발상했다고 여겨진다.